# تفاعل تكاثف

تفاعل تكاثف حمضين أمينيين لتشكيل رابطة ببتيدية (باللون الأحمر) وتحرر جزيء من الماء (باللون الأزرق).

تفاعل التكاثف في الكيمياء هو تفاعل كيميائي يحدث فيه اتحاد بين جزيئتين (أو وحدتين من مجموعات وظيفية داخل الجزيء) بحيث يُحصل فيه بالنهاية على جزيء أكبر، وذلك بشكل مترافق مع فقدان جزيء أصغر.
غالباً ما يكون الجزيء المطرود من تفاعل التكاثف هو الماء، ولكن هناك جزيئات صغيرة أخرى تنتج عن تفاعلات التكاثف مثل كلوريد الهيدروجين أو الميثانول.
عند حدوث تفاعل التكاثف بين جزيئتين منفصلتين (وحدتين منفصلتين) فإن هذا التفاعل يوصف بأنه بين جزيئي. كمثال على ذلك، تفاعل التكاثف بين حمضين أمينيين عند تشكيل الرابطة الببتيدية المميزة للبروتينات.
أما عند حدوث تفاعل التكاثف بين مجموعتين وظيفيتين داخل الجزيء نفسه فإن هذا التفاعل يوصف بأنه تفاعل تكاثف داخل الجزيء، والذي غالباً ما يقود إلى تشكل مركب حلقي. كمثال على ذلك، تفاعل تكاثف ديكمان، حيث تتفاعل مجموعتا إستر في الجزيء نفسه للحصول على ناتج من β-كيتوإستر مع فقدان جزيء كحول موافق.

تكاثف ديكمان

## اقرأ أيضاً
- حلمهة
- ديفوسفات